# Jean-Moisé Pouzait
Jean-Moisé Pouzait (1743 – 1793) è stato un orologiaio svizzero.
Jean-Moisé Pouzait ebbe un notevolissimo influsso, sia come direttore della École d'Horlogerie di Ginevra, sia come raffinato meccanico. Nel 1766, a ventitré anni, inventò il meccanismo dei secondi morti indipendenti al centro, importante di per sé e per lo stimolo che diede allo sviluppo dei cronografi. Dieci anni dopo, con Robert Robin (1741-1799) e Abraham-Louis Breguet (1747-1823), fu tra i primissimi in Europa a interessarsi allo scappamento libero ad ancora di Thomas Mudge (1715-1794); a suo credito va il perfezionamento della levata divisa (ripartita, divided lift).